# عین‌علی تیموری
عین‌علی تیموری (زادهٔ ۱۳۱۷ – درگذشتهٔ ۲۳ مهر ۱۳۹۲) معروف به سلطان آواهای باستانی؛ شاعر و آوازخوان نوعی موسیقی محلی با نام‌های «مور» و «هوره» بود که در غرب ایران رواج دارد.

## زندگی‌نامه
عین‌علی تیموری در سال ۱۳۱۷ در روستای بره کلک کشماهور از توابع کوهدشت به دنیا آمد. او در کودکی پدر و مادرش را از دست داد و مرگ نزدیکانش او را به سمت هوره خواندن سوق داد. او در سال ۱۳۴۸ به کرمانشاه مهاجرت کرد و در آن‌جا ساکن شد.

### دوران جنگ
در سال‌های جنگ ایران و عراق، تیموری در رادیو «راه شب» که مخصوص نیروهای جبهه‌های غرب کشور بود، هوره سر می‌داد و هوره‌خواندن او مورد توجه نظامیان در آن سال‌ها قرار می‌گرفت.

## مهارت
تیموری در خواندن مور و هوره صاحب سبک بود و لحن و آوای او طرفداران زیادی در میان مردم محلی لک داشت. او در مجالس و شب‌نشینی‌ها، آواهای قدیمی و کهن منطقه لک‌نشینان را اجرا می‌کرد و با اجرای مقام‌های اصیل به سلطان آواهای باستانی مشهور بود.
هوره خوانی او در «جشنواره مور و هوره» کوهدشت و نیز در جشنواره بزرگداشت عثمان هورامی در مریوان که کلیپی از هوره‌خوانی وی به عنوان نمونه‌ای از آواهای بکر زاگرس‌نشین‌ها برای مهمانان خارجی پخش شد، مورد تحسین قرار گرفت.

## درگذشت
عین‌علی تیموری در اثر عارضه سکته مغزی در بیمارستان امام رضا کرمانشاه بستری شد و سه شنبه ۲۳ مهرماه ۱۳۹۲ در سن ۷۵ سالگی درگذشت.